# Caso Bar España
El Caso Bar España comprende una hipotética serie de sucesos considerados bulo, cuya historia saltó a la opinión pública en 1997 y que se puede encontrar en foros conspiracionistas de Internet y del misterio en español con relativa frecuencia. De acuerdo al relato genérico, existe un restaurante de carretera en la localidad de Benicarló, en la Comunidad Valenciana (España), donde figuras importantes de la clase política y empresarial europea forman parte de un grupo secreto que se dedica a la tortura y el asesinato de niños para satisfacer sus deseos sexuales. Debido a la relevancia del caso, este ha sido investigado por representantes políticos y se han llevado a cabo instrucciones judiciales sin que pudiese localizarse ninguna evidencia que apunte a la existencia de una red de pederastia centralizada en un restaurante del levante español. Pese a ello, el caso Bar España sigue encontrando eco en varios foros de internet y medios de comunicación. En la actualidad hay en curso varios procesos judiciales por atentado contra el honor de las personas citadas por algunas de las voces que defienden la veracidad del relato.

## Antecedentes
En el verano de 1996 el violador reincidente Marc Dutroux es detenido en Bélgica por el secuestro, tortura y asesinato de varias niñas entre 1995 y 1996. El descubrimiento de los crímenes estuvo rodeado de un gran revuelo en la opinión pública belga debido a errores judiciales que impidieron su captura previamente y generando sospechas entre un sector de la población belga. Las autoridades policiales y judiciales no reaccionaron eficazmente ante las críticas asentando las bases de teorías conspiranoicas. Posteriormente, Dutroux como estrategia de defensa filtra la posibilidad de que fuese una pieza de una organización para la explotación de menores donde hay implicadas personalidades importantes.
En España, ante la cercanía de la apertura del juicio oral por el crimen de Alcácer, Fernando García, el padre de una de las adolescentes asesinadas, y el periodista de sucesos Juan Ignacio Blanco inician un ciclo de participaciones recurrentes en el programa Esta noche cruzamos el Mississippi. El crimen de Alcácer había logrado un gran impacto mediático desde la desaparición de las jóvenes, en noviembre de 1992, hasta la localización de sus cuerpos unos dos meses más tarde. A lo largo de la instrucción del caso Fernando García había venido albergando dudas crecientes que encontraron en Juan Ignacio Blanco, ya entonces colaborador de Esta noche cruzamos el Mississippi, un soporte para investigar por su cuenta el crimen. El 29 de enero de 1997 Juan Ignacio Blanco, con Fernando García a su lado, anuncia la existencia de una red de pederastia constituida por personalidades de las altas esferas de la sociedad y política española. Ninguna de las acusaciones realizadas en esa y ediciones sucesivas del programa fueron sostenidas por pruebas, pero la teoría de la conspiración que sostiene la existencia de dicha red de pederastia se mantiene en internet.
Para dar apoyo a la teoría alternativa de Juan Ignacio Blanco se relacionan los asesinatos de las jóvenes de Alcácer con otros crímenes ocurridos en el levante español, siendo el más relevante el triple crimen de Macastre en el que tres jóvenes de 14 y 15 años desaparecieron a principios de 1989 tras ser vistos por última vez en un restaurante de carretera cerca de Alcácer. Los cuerpos de los jóvenes fueron localizados a diferentes intervalos en las semanas siguientes. Directamente relacionado con la instrucción del caso Alcácer, en mayo de 1994 la Guardia Civil instruye diligencias con relación a un preso de la cárcel de Picassent que aseguraba haber escuchado una conversación entre otros dos reclusos en la que se afirmaba que Antonio Anglés había permanecido oculto en un piso de Torrente (Valencia) durante dos meses en 1993. Tras hacer averiguaciones, la Guardia Civil no otorgó credibilidad a la declaración ya que en esas fechas Antonio Anglés había sido reconocido en otra región. Curiosamente el preso que realizó la declaración ante el juez afirmaba vivir tanto en la calle Hernán Cortes de Benicarló como en el Restaurante España localizado la carretera N-340 a la altura del km. 134. Otro de los sucesos es el caso Arny en el que unos menores de edad que se dedicaban a la prostitución homosexual en Sevilla empezaron a relatar nombres de personajes famosos con los que aseguraron mantuvieron relaciones sexuales. Estas confesiones se filtraron a la prensa y supuso el acoso mediático de varios de los acusados, en lo que ha sido considerado en ciertos círculos como una caza de brujas contra la orientación homosexual. En el juicio oral muchos de los testigos se retractaron de sus afirmaciones iniciales sobre la identidad de estas personalidades, quedando demostrada la existencia de una red de prostitución con menores pero en el que no estaban implicados ninguno de los famosos citados durante la instrucción judicial.

## La leyenda del Bar España
A mediados de los años 1990 un establecimiento llamado Bar España, localizado en la carretera nacional N-340 a su paso por la localidad de Benicarló, es el centro donde radicaba una red de pederastia que involucraba a varias personas relevantes. La mayor parte de los nombres pertenecerían a la clase política española pero también comprenderían a empresarios del resto de Europa. La red secuestraría niños procedentes del centro de menores Baix Maestrat localizado en las inmediaciones, cuyos dirigentes serían cómplices de los hechos. En el Bar España los infantes serían objeto de abusos sexuales como parte de ritos satánicos que, además, serían grabados en vídeo para sus distribución en el mercado negro. Presumiblemente algunos de los niños fallecerían durante las torturas y abusos y serían enterrados en el patio del local. Para garantizar el secreto, la red estaría también constituida por miembros de la judicatura y de la policía que actuarían de encubridores, paralizando cualquier investigación judicial denunciada por los afectados.
La red de pederastia sería disuelta a partir de las denuncias de un padre que hace públicas las violaciones a sus hijas de corta edad por parte de un empresario italiano. La red, una vez destapados esos sucesos, habría desmantelado toda la infraestructura para evitar la revelación de sus integrantes. Pese a ello, unos 30 nombres habrían salido a la luz y la identidad de alguno de los menores sería revelada. En contra de grandes presiones políticas para silenciarlo, el caso se abriría camino hasta hoy en redes sociales con la publicación de las supuestas confesiones de varios de los menores ante las cámaras. El caso nunca se publicaría en la prensa pero el conocimiento de los sucesos en el Bar España sería accesible en internet gracias a la difusión del relato y de alguna de las grabaciones.

## Explicación y consecuencias
Contrario a la versión conspiranoica, se han abierto varios expedientes judiciales para determinar lo que ocurrió en el Bar España. En el año 2002 tres familiares de los presuntos menores agredidos son condenados por imponer una denuncia falsa al quedar demostrado que los menores fueron inducidos por sus familiares para relatar agresiones y torturas de personas a las que solo conocían a través de fotografías.
Durante la instrucción se localizaron unos restos óseos en el patio trasero del establecimiento. Estos restos fueron analizados por el Instituto Nacional de Toxicología que no pudieron asegurar el origen humano de los huesos debido al mal estado de los mismos. No se localizaron más restos susceptibles de investigación en el propio local o sus inmediaciones.
La Audiencia Provincial de Castellón investigó las denuncias de Reinaldo Colás, padre de dos de las niñas que presuntamente fueron víctimas de los sucesos en el Bar España. Una psicóloga nombrada por la juez tras entrevistarse con las niñas concluye que las menores nunca han visto un hombre desnudo, desmontando la tesis inicial del abuso sexual por parte de un empresario italiano. Posteriormente se desvelaría que Reinaldo Colás es una pieza clave en la creación mediática del caso Bar España. Tras una separación traumática, la madre de las niñas que tuvo en común con Colás inicia una relación sentimental con un empresario inmobiliario italiano. Reinaldo Colás, que por entonces ya sufría los efectos de un consumo severo de alcohol unido a ciertos problemas mentales, comienza a obsesionarse con la nueva pareja de su exmujer. En los días de custodia que Colás mantiene con sus hijas éste empieza a manipularlas para que se fabrique una historia de agresiones sexuales, incorporando cintas de audio y dibujos, que pueda ser presentada ante el juez. El 7 de abril de 1997 Reinaldo Colás denuncia a la pareja de su exmujer por agresiones sexuales ante la Guardia Civil. Posteriormente, de forma cautelar hasta la resolución del caso, la jueza ordena el ingreso en el centro de menores Baix Maestrat a las dos niñas.
En ese momento, con un Reinaldo Colás bajo un cuadro de depresión agravado por su dependencia al alcohol, conoce a Antonio Toscano. Éste se autodenomina criminólogo que presume haber colaborado en la resolución del Caso Arny o en la investigación por la desaparición de Madeleine McCann, pero que en realidad hay dudas sobre su verdadera identidad desde que fue expulsado de una ONG por incapacidad de acreditar sus estudios. Antonio Toscano convence a Reinaldo Colás de que sus hijas pueden ser víctimas de la actividad de una secta satánica, campo del que se declara experto. Entre los dos buscaron a jóvenes de familias desestructuradas en los barrios más pobres en los alrededores de Benicarló para grabar supuestas confesiones de las actividades siniestras que se realizaban en el Bar España a cambio de algo de dinero o promesas de salir en televisión. De acuerdo a la versión de Reinaldo Colás, influyentes políticos y empresarios europeos, liderados estos por la pareja de su exmujer, constituían una red de pederastia para ritos satánicos. Entre Antonio Toscano y Reinaldo Colás lograron que varias familias presentasen denuncia pero tras las primeras pesquisas judiciales únicamente la de Reinaldo Colás se mantenía en pie. El resto fueron progresivamente retiradas a lo que siguieron procesos judiciales por interponer denuncias falsas ante el juzgado. Finalmente, Reinaldo Colás sería condenado a 15 meses de prisión por denuncias falsas, calumnias y difamaciones. Tras cumplir cuatro meses de pena de cárcel fallecería de cáncer de hígado a finales de 2017.
En el plano político, la candidata por Compromís Mónica Oltra prometió estudiar las acusaciones del caso Bar España como medida electoral de cara a las elecciones autonómicas de 2015. Tras la formación de gobierno, en el que Oltra lograría ser nombrada como consejera de Igualdad y políticas inclusivas de la Comunidad Valenciana, recibió en 2016 documentación por parte de Reinaldo Colás y Antonio Toscano. Tras estudiarlo tomó la decisión de derivarlo a la Fiscalía por ser este el órgano competente para investigarlo.
En el año 2019 cuatro internautas son denunciados por difamaciones y calumnias por acusar hasta 20 personas de formar parte de la red de pederastia. En mayo, varias de las personalidades acusadas de formar parte de la red declararon como perjudicados por el bulo caso Bar España. A pesar de ello, en diversos foros conspiranoicos relacionan el caso Bar España con otros sucesos como el crimen de Alcácer o redes de pederastia desmanteladas. Algunos de estos foros rechazan la existencia de casos de violencia machista y manifiestan su oposición a las leyes para combatir la violencia de género a la que identifican con partidos de corte progresista. A su vez defienden la existencia de redes de pederastia mantenidas por personalidades influyentes de la política, economía y sociedad española que impiden lleguen al conocimiento de la opinión pública.
En el otro lado del espectro ideológico el bulo de lo ocurrido en el Bar España también ha logrado cierta implantación en diversos foros al vincularlo con la existencia de grupos secretos que actúan como gobiernos en la sombra por encima de las instituciones democráticas con el apoyo de personas cercanas o integrantes de la jerarquía eclesiástica en España. En 2021 la jueza de instrucción número 5 de Castellón acuerda procesar para juicio oral contra ocho personas por difundir el bulo del bar de España y tratar de implicar en acusaciones a diversos políticos y empresarios sobre hechos que se habían demostrado previamente "rotundamente falsos" de acuerdo a la instrucción judicial. A comienzos de febrero de 2022 se publican las identidades de los ocho acusados y se anuncia apertura del juicio oral en Castellón. Fueron condenados en primera instancia y tras varios recursos las resoluciones fueron confirmadas en firme. Paralelamente, en casos mediáticos similares, estos mismos se han visto envueltos en varios procesos judiciales por la creación de bulos y atentados contra el honor de diversos personajes públicos.
El 4 de febrero de 2022 el programa de televisión Equipo de Investigación emite un reportaje en el que muchos de los protagonistas aseguran haber mentido en los videos grabados por Reinaldo Colás y Antonio Toscano o niegan toda participación en la construcción del bulo del Bar España. También se revela que Antonio Toscano falleció por un ataque al corazón en el mes de diciembre del año 2018.
En el año 2017 el realizador Valentí Figueres anunció que estaba preparando un documental que demostraría los sucesos en el Bar España. La difusión de ese documental encontró eco en diversos foros y redes sociales en la órbita de los movimientos independentistas catalanes para el ataque a diversos políticos, y por extensión a la clase política española, como argumento para justificar la secesión de Cataluña del resto de España. Poco después el propio realizador descarta que continúe trabajando en ello y queda interrumpido el montaje del material sine die. El realizador valenciano falleció el 2 de marzo de 2025.
El Bar España pasó a llamarse Restaurante Mediterráneo, que sobrevive tras la construcción de la circunvalación de la N-340 de Peñíscola a Alcanar, cuya consecuencia fue que el flujo de tráfico por la carretera nacional se redujera drásticamente al paso por Benicarló, sumado al cierre de peaje en la autopista AP7.